# GBX2
GBX2 (англ. Gastrulation brain homeobox 2) – білок, який кодується однойменним геном, розташованим у людей на короткому плечі 2-ї хромосоми.  Довжина поліпептидного ланцюга білка становить 348 амінокислот, а молекулярна маса — 37 348.
| 10         |  | 20         |  | 30         |  | 40         |  | 50         |
| ---------- |  | ---------- |  | ---------- |  | ---------- |  | ---------- |
| MSAAFPPSLM |  | MMQRPLGSST |  | AFSIDSLIGS |  | PPQPSPGHFV |  | YTGYPMFMPY |
| RPVVLPPPPP |  | PPPALPQAAL |  | QPALPPAHPH |  | HQIPSLPTGF |  | CSSLAQGMAL |
| TSTLMATLPG |  | GFSASPQHQE |  | AAAARKFAPQ |  | PLPGGGNFDK |  | AEALQADAED |
| GKGFLAKEGS |  | LLAFSAAETV |  | QASLVGAVRG |  | QGKDESKVED |  | DPKGKEESFS |
| LESDVDYSSD |  | DNLTGQAAHK |  | EEDPGHALEE |  | TPPSSGAAGS |  | TTSTGKNRRR |
| RTAFTSEQLL |  | ELEKEFHCKK |  | YLSLTERSQI |  | AHALKLSEVQ |  | VKIWFQNRRA |
| KWKRVKAGNA |  | NSKTGEPSRN |  | PKIVVPIPVH |  | VSRFAIRSQH |  | QQLEQARP   |

A: Аланін

C: Цистеїн

D: Аспарагінова кислота

E: Глутамінова кислота

F: Фенілаланін

G: Гліцин

H: Гістидин

I: Ізолейцин

K: Лізин

L: Лейцин

M: Метіонін

N: Аспарагін

P: Пролін

Q: Глутамін

R: Аргінін

S: Серин

T: Треонін

V: Валін

W: Триптофан

Задіяний у таких біологічних процесах як транскрипція, регуляція транскрипції. 
Білок має сайт для зв'язування з ДНК. 
Локалізований у ядрі.